# Copa do Nordeste de Futebol de 2014
A Copa do Nordeste de 2014 foi a 11.ª edição da competição de futebol realizada no Nordeste brasileiro. Contou com 16 clubes, com a Bahia e Pernambuco possuindo três vagas cada; e Ceará, Rio Grande do Norte, Sergipe, Paraíba e Alagoas tiveram duas vagas cada.
Uma das novidades dessa edição do torneio foi que o campeão ganhou a vaga para a Copa Sul-Americana do mesmo ano.
Embora tenha sido cogitada a participação de clubes dos estados do Piauí e do Maranhão, ambos continuaram sem vagas na edição de 2014 da Copa do Nordeste. Contudo, a inclusão destes dois estados na edição de 2015 foi garantida diante das federações e da Liga do Nordeste.
Segundo enquete realizada com internautas, com 60% dos votos a bola da competição foi batizada de Asa Branca. Trata-se de uma homenagem à famosa canção do compositor Luiz Gonzaga conjuntamente com o fato de que a pelota, que é confeccionada em Vitória da Conquista na Bahia, atinge grande velocidade aerodinâmica de acordo com a fabricante Penalty.
Pela primeira vez em sua história, Copa do Nordeste ganhou um álbum de figurinhas oficial produzido pela PANINI,
A renomada editora lançou no dia 11 de fevereiro o primeiro álbum de figurinhas oficial da Copa do Nordeste.

## Transmissão
Assim como a edição anterior (em 2013), o canal Esporte Interativo transmitiu todos os jogos do torneio, sendo dois jogos por rodada nas parabólicas, e todos os jogos nas operadoras de TV paga (assinatura), além de mais dois canais alternativos (Esporte Interativo Nordeste e Esporte Interativo Nordeste 2).
As partidas foram transmitidas ao vivo pela internet através do site: Esporte Interativo Plus e as programações dos canais podem ser conferidas aqui.
Além do EI, a Rede Globo também transmitiu o torneio em âmbito regional.

## Clubes Participantes
| UF                  | Clube                | Cidade               | Forma de Classificação                    | Estádio (mando)   | Capacidade | Títulos               |
| ------------------- | -------------------- | -------------------- | ----------------------------------------- | ----------------- | ---------- | --------------------- |
| Alagoas             | CRB                  | Maceió               | Campeão do Estadual 2013                  | Rei Pelé          | 21 000     | 0 (Não possui)        |
| Alagoas             | CSA                  | Maceió               | Vice-campeão do Estadual 2013             | Rei Pelé          | 21 000     | 0 (Não possui)        |
| Bahia               | Vitória              | Salvador             | Campeão do Estadual 2013                  | Barradão          | 35 000     | 4 (97, 99, 2003 e 10) |
| Bahia               | Bahia                | Salvador             | Vice-campeão do Estadual 2013             | Arena Fonte Nova  | 55 000     | 2 (2001, 2002)        |
| Bahia               | Vitória da Conquista | Vitória da Conquista | Campeão da Primeira Fase do Estadual 2013 | Lomantão          | 12 500     | 0 (Não possui)        |
| Ceará               | Ceará                | Fortaleza            | Campeão do Estadual 2013                  | Castelão          | 64 846     | 0 (Não possui)        |
| Ceará               | Guarany de Sobral    | Sobral               | Vice-campeão do Estadual 2013             | Junco             | 8 584      | 0 (Não possui)        |
| Paraíba             | Botafogo-PB          | João Pessoa          | Campeão do Estadual 2013                  | Almeidão          | 25 770     | 0 (Não possui)        |
| Paraíba             | Treze                | Campina Grande       | Vice-campeão do Estadual 2013             | Presidente Vargas | 12 000     | 0 (Não possui)        |
| Pernambuco          | Santa Cruz           | Recife               | Campeão do Estadual 2013                  | Arruda            | 60 040     | 0 (Não possui)        |
| Pernambuco          | Sport                | Recife               | Vice-campeão do Estadual 2013             | Ilha do Retiro    | 35 000     | 2 (1994 e 2000)       |
| Pernambuco          | Náutico              | Recife               | 3º colocado do Estadual 2013              | Arena Pernambuco  | 46 000     | 0 (Não possui)        |
| Rio Grande do Norte | Potiguar de Mossoró  | Mossoró              | Campeão do Estadual 2013                  | Nogueirão         | 8 000      | 0 (Não possui)        |
| Rio Grande do Norte | América de Natal     | Natal                | Vice-campeão do Estadual 2013             | Arena das Dunas   | 31 375     | 1 (1998)              |
| Sergipe             | Sergipe              | Aracaju              | Campeão do Estadual 2013                  | Batistão[SE]      | 14 000     | 0 (Não possui)        |
| Sergipe             | Confiança[CON]       | Aracaju              | 3º colocado do Estadual 2013              | Batistão[SE]      | 14 000     | 0 (Não possui)        |

Notas
- CON. ^  A princípio, o River Plate-SE, vice-campeão sergipano seria o classificado. Porém, o time de Carmópolis anunciou o afastamento do futebol por dois anos e com isso, o Confiança herdou a vaga. [4]
- SE. ^  O Estádio Batistão passará por uma grande reforma no período da competição,nesse caso o Sergipe e o Confiança, devem mandar seus jogos no Estádio Presidente Emílio Garrastazu Médici em Itabaiana, Estádio Governador Augusto Franco em Estância ou em qualquer outro importante estádio no interior de Sergipe.[5][6]

## Estádios
| | América de Natal | Bahia | Botafogo-PB | Ceará |                    |
| --- | --- | --- | --- | --- | ------------------ |
| Arena das Dunas | Arena Fonte Nova | Almeidão | Arena Castelão | |                    |
| Capacidade: 31 375 | Capacidade: 55 000 | Capacidade: 25 770 | Capacidade: 64 846 | |                    |
| | | | | |                    |
| CRB | \| CRB CSA Bahia Vitória Vitória da Conquista Ceará Guarany de Sobral Treze Botafogo-PB Santa Cruz Sport Náutico América de Natal Potiguar de Mossoró Confiança SergipeLocalização dos times por Estado. \| | \| CRB CSA Bahia Vitória Vitória da Conquista Ceará Guarany de Sobral Treze Botafogo-PB Santa Cruz Sport Náutico América de Natal Potiguar de Mossoró Confiança SergipeLocalização dos times por Estado. \| | \| CRB CSA Bahia Vitória Vitória da Conquista Ceará Guarany de Sobral Treze Botafogo-PB Santa Cruz Sport Náutico América de Natal Potiguar de Mossoró Confiança SergipeLocalização dos times por Estado. \| | \| CRB CSA Bahia Vitória Vitória da Conquista Ceará Guarany de Sobral Treze Botafogo-PB Santa Cruz Sport Náutico América de Natal Potiguar de Mossoró Confiança SergipeLocalização dos times por Estado. \| | CSA                |
| Estádio Rei Pelé | \| CRB CSA Bahia Vitória Vitória da Conquista Ceará Guarany de Sobral Treze Botafogo-PB Santa Cruz Sport Náutico América de Natal Potiguar de Mossoró Confiança SergipeLocalização dos times por Estado. \| | \| CRB CSA Bahia Vitória Vitória da Conquista Ceará Guarany de Sobral Treze Botafogo-PB Santa Cruz Sport Náutico América de Natal Potiguar de Mossoró Confiança SergipeLocalização dos times por Estado. \| | \| CRB CSA Bahia Vitória Vitória da Conquista Ceará Guarany de Sobral Treze Botafogo-PB Santa Cruz Sport Náutico América de Natal Potiguar de Mossoró Confiança SergipeLocalização dos times por Estado. \| | \| CRB CSA Bahia Vitória Vitória da Conquista Ceará Guarany de Sobral Treze Botafogo-PB Santa Cruz Sport Náutico América de Natal Potiguar de Mossoró Confiança SergipeLocalização dos times por Estado. \| | Estádio Rei Pelé   |
| Capacidade: 18 801 | \| CRB CSA Bahia Vitória Vitória da Conquista Ceará Guarany de Sobral Treze Botafogo-PB Santa Cruz Sport Náutico América de Natal Potiguar de Mossoró Confiança SergipeLocalização dos times por Estado. \| | \| CRB CSA Bahia Vitória Vitória da Conquista Ceará Guarany de Sobral Treze Botafogo-PB Santa Cruz Sport Náutico América de Natal Potiguar de Mossoró Confiança SergipeLocalização dos times por Estado. \| | \| CRB CSA Bahia Vitória Vitória da Conquista Ceará Guarany de Sobral Treze Botafogo-PB Santa Cruz Sport Náutico América de Natal Potiguar de Mossoró Confiança SergipeLocalização dos times por Estado. \| | \| CRB CSA Bahia Vitória Vitória da Conquista Ceará Guarany de Sobral Treze Botafogo-PB Santa Cruz Sport Náutico América de Natal Potiguar de Mossoró Confiança SergipeLocalização dos times por Estado. \| | Capacidade: 18 801 |
| | \| CRB CSA Bahia Vitória Vitória da Conquista Ceará Guarany de Sobral Treze Botafogo-PB Santa Cruz Sport Náutico América de Natal Potiguar de Mossoró Confiança SergipeLocalização dos times por Estado. \| | \| CRB CSA Bahia Vitória Vitória da Conquista Ceará Guarany de Sobral Treze Botafogo-PB Santa Cruz Sport Náutico América de Natal Potiguar de Mossoró Confiança SergipeLocalização dos times por Estado. \| | \| CRB CSA Bahia Vitória Vitória da Conquista Ceará Guarany de Sobral Treze Botafogo-PB Santa Cruz Sport Náutico América de Natal Potiguar de Mossoró Confiança SergipeLocalização dos times por Estado. \| | \| CRB CSA Bahia Vitória Vitória da Conquista Ceará Guarany de Sobral Treze Botafogo-PB Santa Cruz Sport Náutico América de Natal Potiguar de Mossoró Confiança SergipeLocalização dos times por Estado. \| |                    |
| Guarany de Sobral | \| CRB CSA Bahia Vitória Vitória da Conquista Ceará Guarany de Sobral Treze Botafogo-PB Santa Cruz Sport Náutico América de Natal Potiguar de Mossoró Confiança SergipeLocalização dos times por Estado. \| | \| CRB CSA Bahia Vitória Vitória da Conquista Ceará Guarany de Sobral Treze Botafogo-PB Santa Cruz Sport Náutico América de Natal Potiguar de Mossoró Confiança SergipeLocalização dos times por Estado. \| | \| CRB CSA Bahia Vitória Vitória da Conquista Ceará Guarany de Sobral Treze Botafogo-PB Santa Cruz Sport Náutico América de Natal Potiguar de Mossoró Confiança SergipeLocalização dos times por Estado. \| | \| CRB CSA Bahia Vitória Vitória da Conquista Ceará Guarany de Sobral Treze Botafogo-PB Santa Cruz Sport Náutico América de Natal Potiguar de Mossoró Confiança SergipeLocalização dos times por Estado. \| | Náutico            |
| Junco | \| CRB CSA Bahia Vitória Vitória da Conquista Ceará Guarany de Sobral Treze Botafogo-PB Santa Cruz Sport Náutico América de Natal Potiguar de Mossoró Confiança SergipeLocalização dos times por Estado. \| | \| CRB CSA Bahia Vitória Vitória da Conquista Ceará Guarany de Sobral Treze Botafogo-PB Santa Cruz Sport Náutico América de Natal Potiguar de Mossoró Confiança SergipeLocalização dos times por Estado. \| | \| CRB CSA Bahia Vitória Vitória da Conquista Ceará Guarany de Sobral Treze Botafogo-PB Santa Cruz Sport Náutico América de Natal Potiguar de Mossoró Confiança SergipeLocalização dos times por Estado. \| | \| CRB CSA Bahia Vitória Vitória da Conquista Ceará Guarany de Sobral Treze Botafogo-PB Santa Cruz Sport Náutico América de Natal Potiguar de Mossoró Confiança SergipeLocalização dos times por Estado. \| | Arena Pernambuco   |
| Capacidade: 8 584 | \| CRB CSA Bahia Vitória Vitória da Conquista Ceará Guarany de Sobral Treze Botafogo-PB Santa Cruz Sport Náutico América de Natal Potiguar de Mossoró Confiança SergipeLocalização dos times por Estado. \| | \| CRB CSA Bahia Vitória Vitória da Conquista Ceará Guarany de Sobral Treze Botafogo-PB Santa Cruz Sport Náutico América de Natal Potiguar de Mossoró Confiança SergipeLocalização dos times por Estado. \| | \| CRB CSA Bahia Vitória Vitória da Conquista Ceará Guarany de Sobral Treze Botafogo-PB Santa Cruz Sport Náutico América de Natal Potiguar de Mossoró Confiança SergipeLocalização dos times por Estado. \| | \| CRB CSA Bahia Vitória Vitória da Conquista Ceará Guarany de Sobral Treze Botafogo-PB Santa Cruz Sport Náutico América de Natal Potiguar de Mossoró Confiança SergipeLocalização dos times por Estado. \| | Capacidade: 46 154 |
| | \| CRB CSA Bahia Vitória Vitória da Conquista Ceará Guarany de Sobral Treze Botafogo-PB Santa Cruz Sport Náutico América de Natal Potiguar de Mossoró Confiança SergipeLocalização dos times por Estado. \| | \| CRB CSA Bahia Vitória Vitória da Conquista Ceará Guarany de Sobral Treze Botafogo-PB Santa Cruz Sport Náutico América de Natal Potiguar de Mossoró Confiança SergipeLocalização dos times por Estado. \| | \| CRB CSA Bahia Vitória Vitória da Conquista Ceará Guarany de Sobral Treze Botafogo-PB Santa Cruz Sport Náutico América de Natal Potiguar de Mossoró Confiança SergipeLocalização dos times por Estado. \| | \| CRB CSA Bahia Vitória Vitória da Conquista Ceará Guarany de Sobral Treze Botafogo-PB Santa Cruz Sport Náutico América de Natal Potiguar de Mossoró Confiança SergipeLocalização dos times por Estado. \| |                    |
| Potiguar de Mossoró | \| CRB CSA Bahia Vitória Vitória da Conquista Ceará Guarany de Sobral Treze Botafogo-PB Santa Cruz Sport Náutico América de Natal Potiguar de Mossoró Confiança SergipeLocalização dos times por Estado. \| | \| CRB CSA Bahia Vitória Vitória da Conquista Ceará Guarany de Sobral Treze Botafogo-PB Santa Cruz Sport Náutico América de Natal Potiguar de Mossoró Confiança SergipeLocalização dos times por Estado. \| | \| CRB CSA Bahia Vitória Vitória da Conquista Ceará Guarany de Sobral Treze Botafogo-PB Santa Cruz Sport Náutico América de Natal Potiguar de Mossoró Confiança SergipeLocalização dos times por Estado. \| | \| CRB CSA Bahia Vitória Vitória da Conquista Ceará Guarany de Sobral Treze Botafogo-PB Santa Cruz Sport Náutico América de Natal Potiguar de Mossoró Confiança SergipeLocalização dos times por Estado. \| | Confiança          |
| Nogueirão | \| CRB CSA Bahia Vitória Vitória da Conquista Ceará Guarany de Sobral Treze Botafogo-PB Santa Cruz Sport Náutico América de Natal Potiguar de Mossoró Confiança SergipeLocalização dos times por Estado. \| | \| CRB CSA Bahia Vitória Vitória da Conquista Ceará Guarany de Sobral Treze Botafogo-PB Santa Cruz Sport Náutico América de Natal Potiguar de Mossoró Confiança SergipeLocalização dos times por Estado. \| | \| CRB CSA Bahia Vitória Vitória da Conquista Ceará Guarany de Sobral Treze Botafogo-PB Santa Cruz Sport Náutico América de Natal Potiguar de Mossoró Confiança SergipeLocalização dos times por Estado. \| | \| CRB CSA Bahia Vitória Vitória da Conquista Ceará Guarany de Sobral Treze Botafogo-PB Santa Cruz Sport Náutico América de Natal Potiguar de Mossoró Confiança SergipeLocalização dos times por Estado. \| | Batistão           |
| Capacidade: 8 000 | \| CRB CSA Bahia Vitória Vitória da Conquista Ceará Guarany de Sobral Treze Botafogo-PB Santa Cruz Sport Náutico América de Natal Potiguar de Mossoró Confiança SergipeLocalização dos times por Estado. \| | \| CRB CSA Bahia Vitória Vitória da Conquista Ceará Guarany de Sobral Treze Botafogo-PB Santa Cruz Sport Náutico América de Natal Potiguar de Mossoró Confiança SergipeLocalização dos times por Estado. \| | \| CRB CSA Bahia Vitória Vitória da Conquista Ceará Guarany de Sobral Treze Botafogo-PB Santa Cruz Sport Náutico América de Natal Potiguar de Mossoró Confiança SergipeLocalização dos times por Estado. \| | \| CRB CSA Bahia Vitória Vitória da Conquista Ceará Guarany de Sobral Treze Botafogo-PB Santa Cruz Sport Náutico América de Natal Potiguar de Mossoró Confiança SergipeLocalização dos times por Estado. \| | Capacidade: 11 244 |
| | \| CRB CSA Bahia Vitória Vitória da Conquista Ceará Guarany de Sobral Treze Botafogo-PB Santa Cruz Sport Náutico América de Natal Potiguar de Mossoró Confiança SergipeLocalização dos times por Estado. \| | \| CRB CSA Bahia Vitória Vitória da Conquista Ceará Guarany de Sobral Treze Botafogo-PB Santa Cruz Sport Náutico América de Natal Potiguar de Mossoró Confiança SergipeLocalização dos times por Estado. \| | \| CRB CSA Bahia Vitória Vitória da Conquista Ceará Guarany de Sobral Treze Botafogo-PB Santa Cruz Sport Náutico América de Natal Potiguar de Mossoró Confiança SergipeLocalização dos times por Estado. \| | \| CRB CSA Bahia Vitória Vitória da Conquista Ceará Guarany de Sobral Treze Botafogo-PB Santa Cruz Sport Náutico América de Natal Potiguar de Mossoró Confiança SergipeLocalização dos times por Estado. \| |                    |
| Santa Cruz | \| CRB CSA Bahia Vitória Vitória da Conquista Ceará Guarany de Sobral Treze Botafogo-PB Santa Cruz Sport Náutico América de Natal Potiguar de Mossoró Confiança SergipeLocalização dos times por Estado. \| | \| CRB CSA Bahia Vitória Vitória da Conquista Ceará Guarany de Sobral Treze Botafogo-PB Santa Cruz Sport Náutico América de Natal Potiguar de Mossoró Confiança SergipeLocalização dos times por Estado. \| | \| CRB CSA Bahia Vitória Vitória da Conquista Ceará Guarany de Sobral Treze Botafogo-PB Santa Cruz Sport Náutico América de Natal Potiguar de Mossoró Confiança SergipeLocalização dos times por Estado. \| | \| CRB CSA Bahia Vitória Vitória da Conquista Ceará Guarany de Sobral Treze Botafogo-PB Santa Cruz Sport Náutico América de Natal Potiguar de Mossoró Confiança SergipeLocalização dos times por Estado. \| | Sergipe            |
| Arruda | \| CRB CSA Bahia Vitória Vitória da Conquista Ceará Guarany de Sobral Treze Botafogo-PB Santa Cruz Sport Náutico América de Natal Potiguar de Mossoró Confiança SergipeLocalização dos times por Estado. \| | \| CRB CSA Bahia Vitória Vitória da Conquista Ceará Guarany de Sobral Treze Botafogo-PB Santa Cruz Sport Náutico América de Natal Potiguar de Mossoró Confiança SergipeLocalização dos times por Estado. \| | \| CRB CSA Bahia Vitória Vitória da Conquista Ceará Guarany de Sobral Treze Botafogo-PB Santa Cruz Sport Náutico América de Natal Potiguar de Mossoró Confiança SergipeLocalização dos times por Estado. \| | \| CRB CSA Bahia Vitória Vitória da Conquista Ceará Guarany de Sobral Treze Botafogo-PB Santa Cruz Sport Náutico América de Natal Potiguar de Mossoró Confiança SergipeLocalização dos times por Estado. \| | Batistão           |
| Capacidade: 60 040 | \| CRB CSA Bahia Vitória Vitória da Conquista Ceará Guarany de Sobral Treze Botafogo-PB Santa Cruz Sport Náutico América de Natal Potiguar de Mossoró Confiança SergipeLocalização dos times por Estado. \| | \| CRB CSA Bahia Vitória Vitória da Conquista Ceará Guarany de Sobral Treze Botafogo-PB Santa Cruz Sport Náutico América de Natal Potiguar de Mossoró Confiança SergipeLocalização dos times por Estado. \| | \| CRB CSA Bahia Vitória Vitória da Conquista Ceará Guarany de Sobral Treze Botafogo-PB Santa Cruz Sport Náutico América de Natal Potiguar de Mossoró Confiança SergipeLocalização dos times por Estado. \| | \| CRB CSA Bahia Vitória Vitória da Conquista Ceará Guarany de Sobral Treze Botafogo-PB Santa Cruz Sport Náutico América de Natal Potiguar de Mossoró Confiança SergipeLocalização dos times por Estado. \| | Capacidade: 11 244 |
| | \| CRB CSA Bahia Vitória Vitória da Conquista Ceará Guarany de Sobral Treze Botafogo-PB Santa Cruz Sport Náutico América de Natal Potiguar de Mossoró Confiança SergipeLocalização dos times por Estado. \| | \| CRB CSA Bahia Vitória Vitória da Conquista Ceará Guarany de Sobral Treze Botafogo-PB Santa Cruz Sport Náutico América de Natal Potiguar de Mossoró Confiança SergipeLocalização dos times por Estado. \| | \| CRB CSA Bahia Vitória Vitória da Conquista Ceará Guarany de Sobral Treze Botafogo-PB Santa Cruz Sport Náutico América de Natal Potiguar de Mossoró Confiança SergipeLocalização dos times por Estado. \| | \| CRB CSA Bahia Vitória Vitória da Conquista Ceará Guarany de Sobral Treze Botafogo-PB Santa Cruz Sport Náutico América de Natal Potiguar de Mossoró Confiança SergipeLocalização dos times por Estado. \| |                    |
| | Sport | Treze | Vitória | Vitória da Conquista |                    |
| Ilha do Retiro | Presidente Vargas | Barradão | Lomantão | |                    |
| Capacidade: 35 000 | Capacidade: 12 000 | Capacidade: 32 157 | Capacidade: 12 500 | |                    |
| | | | | |                    |
| CRB CSA Bahia Vitória Vitória da Conquista Ceará Guarany de Sobral Treze Botafogo-PB Santa Cruz Sport Náutico América de Natal Potiguar de Mossoró Confiança SergipeLocalização dos times por Estado. | | | | |                    |

## Fase de Grupos
Os clubes devem ser separados nos potes de acordo com sua classificação no Ranking da CBF de 2013. A ordem dos cabeças de chave foi definida por sorteio. que ficou assim: o Vitória é cabeça de chave do Grupo A, Bahia do Grupo B, Ceará do Grupo C e Sport do Grupo D.
| Pote A                                                    | Pote B                                                                  | Pote C                                                                | Pote D                                                                                          |
| --------------------------------------------------------- | ----------------------------------------------------------------------- | --------------------------------------------------------------------- | ----------------------------------------------------------------------------------------------- |
| - Vitória (15º) - Bahia (17º) - Ceará (22º) - Sport (24º) | - Náutico (22º) - América de Natal (39º) - Santa Cruz (48º) - CRB (50º) | - Treze (58º) - Guarany de Sobral (67º) - CSA (71º) - Confiança (83º) | - Vitória da Conquista (98º) - Botafogo-PB (122º) - Potiguar de Mossoró (128º) - Sergipe (164º) |

### Grupo A
| 1 | América de Natal | 12 | 6 | 3 | 3 | 0 | 10 | 2  | 8  |
| 2 | Vitória          | 11 | 6 | 3 | 2 | 1 | 12 | 8  | 4  |
| 3 | Sergipe          | 6  | 6 | 1 | 3 | 2 | 8  | 14 | –6 |
| 4 | Confiança        | 2  | 6 | 0 | 2 | 4 | 6  | 12 | –6 |

| Confrontos       | Confrontos | Confrontos | Confrontos | Confrontos | Confrontos |
|                  | VIT        | AMN        | CON        | SER        |            |
| ---------------- | ---------- | ---------- | ---------- | ---------- | ---------- |
| Vitória          | —          | 0–3        | 2–1        | 5–1        |            |
| América de Natal | 0–0        | —          | 2–0        | 3–0        |            |
| Confiança        | 1–3        | 1–1        | —          | 2–2        |            |
| Sergipe          | 2–2        | 1–1        | 2–1        | —          |            |

### Grupo B
| 1 | CSA                  | 11 | 6 | 3 | 2 | 1 | 10 | 6  | 4  |
| 2 | Santa Cruz           | 11 | 6 | 3 | 2 | 1 | 8  | 6  | 2  |
| 3 | Bahia                | 10 | 6 | 3 | 1 | 2 | 7  | 8  | –1 |
| 4 | Vitória da Conquista | 1  | 6 | 0 | 1 | 5 | 6  | 11 | –5 |

| Confrontos           | Confrontos | Confrontos | Confrontos | Confrontos | Confrontos |
|                      | BAH        | STC        | CSA        | VCO        |            |
| -------------------- | ---------- | ---------- | ---------- | ---------- | ---------- |
| Bahia                | —          | 1–1        | 1–0        | 1–0        |            |
| Santa Cruz           | 2–1        | —          | 0–1        | 3–2        |            |
| CSA                  | 4–1        | 1–1        | —          | 2–1        |            |
| Vitória da Conquista | 1–2        | 0–1        | 2–2        | —          |            |

### Grupo C
| 1 | Ceará               | 11 | 6 | 3 | 2 | 1 | 10 | 4  | 6  |
| 2 | CRB                 | 10 | 6 | 3 | 1 | 2 | 7  | 10 | –3 |
| 3 | Potiguar de Mossoró | 9  | 6 | 2 | 3 | 1 | 8  | 7  | 1  |
| 4 | Treze               | 3  | 6 | 1 | 0 | 5 | 5  | 9  | –4 |

| Confrontos          | Confrontos | Confrontos | Confrontos | Confrontos | Confrontos |
|                     | CEA        | CRB        | TRE        | POT        |            |
| ------------------- | ---------- | ---------- | ---------- | ---------- | ---------- |
| Ceará               | —          | 5–0        | 2–0        | 1–1        |            |
| CRB                 | 2–0        | —          | 2–1        | 1–1        |            |
| Treze               | 0–1        | 2–0        | —          | 1–2        |            |
| Potiguar de Mossoró | 1–1        | 1–2        | 2–1        | —          |            |

### Grupo D
| 1 | Guarany de Sobral | 9 | 6 | 2 | 3 | 1 | 5 | 4 | 1  |
| 2 | Sport             | 8 | 6 | 2 | 2 | 2 | 5 | 3 | 2  |
| 3 | Náutico           | 6 | 6 | 1 | 3 | 2 | 4 | 7 | –3 |
| 4 | Botafogo-PB       | 4 | 6 | 2 | 2 | 2 | 5 | 5 | 0  |

| Confrontos        | Confrontos | Confrontos | Confrontos | Confrontos | Confrontos |
|                   | SPT        | NAU        | GSO        | BOT        |            |
| ----------------- | ---------- | ---------- | ---------- | ---------- | ---------- |
| Sport             | —          | 0–1        | 0–0        | 1–0        |            |
| Náutico           | 0–3        | —          | 1–1        | 0–1        |            |
| Guarany de Sobral | 1–0        | 1–1        | —          | 2–1        |            |
| Botafogo-PB       | 1–1        | 1–1        | 1–0        | —          |            |

## Desempenho por Rodada
|         | 1   | 2   | 3   | 4   | 5   | 6   |
| Grupo A | AMN | AMN | AMN | AMN | AMN | AMN |
| Grupo B | CSA | CSA | CSA | CSA | CSA | CSA |
| Grupo C | CEA | CEA | CEA | CEA | CEA | CEA |
| Grupo D | GSO | GSO | GSO | GSO | GSO | GSO |

|         | 1   | 2   | 3   | 4   | 5   | 6   |
| Grupo A | VIT | CON | CON | CON | CON | CON |
| Grupo B | BAH | BAH | VCO | VCO | VCO | VCO |
| Grupo C | CRB | TRE | TRE | TRE | TRE | TRE |
| Grupo D | BOT | BOT | BOT | BOT | BOT | BOT |

## Segunda Fase
|  | Quartas-de-final  | Quartas-de-final | Quartas-de-final | Quartas-de-final |   |       | Semifinais       | Semifinais       | Semifinais       | Semifinais       |  |       | Final          | Final          | Final          | Final          |  |  |
|  |                   |                  |                  |                  |   |       | 12 e 19 de março | 12 e 19 de março | 12 e 19 de março | 12 e 19 de março |  |       | 2 e 9 de abril | 2 e 9 de abril | 2 e 9 de abril | 2 e 9 de abril |  |  |
|  |                   |                  |                  |                  |   |       |                  |                  |                  |                  |  |       |                |                |                |                |  |  |
|  | Sport             | 2                | 0                | 2                |   |       |                  |                  |                  |                  |  |       |                |                |                |                |  |  |
|  | CSA               | 0                | 1                | 1                |   |       |                  |                  |                  |                  |  |       |                |                |                |                |  |  |
|  | CSA               | 0                | 1                | 1                |   | Sport | 2                | 2                | 4                |                  |  |       |                |                |                |                |  |  |
|  |                   |                  |                  |                  |   | Sport | 2                | 2                | 4                |                  |  |       |                |                |                |                |  |  |
|  |                   | Santa Cruz       | 0                | 1                | 1 |       |                  |                  |                  |                  |  |       |                |                |                |                |  |  |
|  | Santa Cruz        | Santa Cruz       | 0                | 1                | 1 | 3     | 1                | 4                |                  |                  |  |       |                |                |                |                |  |  |
|  | Santa Cruz        |                  |                  |                  |   | 3     | 1                | 4                |                  |                  |  |       |                |                |                |                |  |  |
|  | Guarany de Sobral | 0                | 0                | 0                |   |       |                  |                  |                  |                  |  |       |                |                |                |                |  |  |
|  | Guarany de Sobral | 0                | 0                | 0                |   |       |                  |                  |                  |                  |  | Sport | 2              | 1              | 3              |                |  |  |
|  |                   |                  |                  |                  |   |       |                  |                  |                  |                  |  | Sport | 2              | 1              | 3              |                |  |  |
|  |                   | Ceará            | 0                | 1                | 1 |       |                  |                  |                  |                  |  |       |                |                |                |                |  |  |
|  | Vitória           | Ceará            | 0                | 1                | 1 | 1     | 1                | 2                |                  |                  |  |       |                |                |                |                |  |  |
|  | Vitória           |                  |                  |                  |   | 1     | 1                | 2                |                  |                  |  |       |                |                |                |                |  |  |
|  | Ceará             | 1                | 5                | 6                |   |       |                  |                  |                  |                  |  |       |                |                |                |                |  |  |
|  | Ceará             | 1                | 5                | 6                |   | Ceará | 4                | 0                | 4                |                  |  |       |                |                |                |                |  |  |
|  |                   |                  |                  |                  |   | Ceará | 4                | 0                | 4                |                  |  |       |                |                |                |                |  |  |
|  |                   | América de Natal | 0                | 2                | 2 |       |                  |                  |                  |                  |  |       |                |                |                |                |  |  |
|  | CRB               | América de Natal | 0                | 2                | 2 | 2     | 0                | 2                |                  |                  |  |       |                |                |                |                |  |  |
|  | CRB               |                  |                  |                  |   | 2     | 0                | 2                |                  |                  |  |       |                |                |                |                |  |  |
|  | América de Natal  | 0                | 4                | 4                |   |       |                  |                  |                  |                  |  |       |                |                |                |                |  |  |

Em itálico, os times que possuem o mando de campo no primeiro jogo do confronto.

### Jogo de Ida
| 02 de abril | Sport                        | 2 – 0     | Ceará | Ilha do Retiro, Recife                                                            |
| 22:00       | Neto Baiano 11' · Danilo 85' | Relatório |       | Público: 25 545 Renda: (R$ 406.325,00) Árbitro: SE Cláudio Francisco Lima e Silva |

### Jogo de Volta
| 09 de abril | Ceará           | 1 – 1     | Sport                 | Arena Castelão, Fortaleza                                                |
| 22:00       | Magno Alves 41' | Relatório | Neto Baiano 51' (pen) | Público: 61 280 Renda: (R$ 1.476.187) Árbitro: BA Jailson Macedo Freitas |

## Campeão
| Campeão do Nordeste 2014 |
| ------------------------ |
| Sport (3ª título)        |

## Artilharia
Atualizado em 10 de abril de 2014.

## Maiores Públicos
Atualizado em 9 de abril de 2014.
Esses foram os maiores públicos pagantes do Campeonato:
- PP. ^ Considera-se apenas o público pagante

## Média de Público
Atualizado em 20 de março de 2014.
Considera-se apenas os jogos da equipe como mandante e o público pagante:
- NC. ^ Públicos com asterisco (*) não foram confirmados

## Boletim de Notícias
- Times de outras regiões tais como Club de Regatas do Flamengo da cidade do Rio de Janeiro têm buscado participar da competição regional nordestina como convidados.[8]
- Botafogo-PB perdeu 4 pontos por escalação irregular dos jogadores Pio e Thiaguinho na 1ª rodada.[9]